# Round 13
Round 13 è il tredicesimo album in studio della heavy metal band, Krokus, uscito nel 1999 per l'Etichetta discografica Phonag Records.

## Il disco
Con questo disco, la formazione viene sconvolta nuovamente. Marc Storace viene sostituito dal britannico Carl Sentance (ex-Persian Risk). Il resto della band era composto da Fernando Von Arb e Chris Lauper alla chitarra, Many Maurer al basso e Peter Haas alla batteria (che aveva già suonato in "Stampede"). Viene così realizzato "Round 13" nel 1999, che presenta un cambio di stile, soprattutto vocale, che non viene molto apprezzato dai fan della vecchia guardia, tuttavia non risulta un disco da buttare. "Round 13" ha probabilmente qualche cartuccia in meno rispetto al suo predecessore ma si tratta comunque di un lavoro più che dignitoso e con alcuni brani di notevole impatto come "Blood Comes Easy", "Suck My Guitar" e l'esaltante "Witchhunt". Non troppo felice l'idea di aprire l'album con "Heya", un inconcludente pasticcio etno-tribale". Finiscono così gli anni 90, un periodo non molto roseo per il gruppo, rispetto al glorioso decennio precedente.

## Tracce
1. Heya – 4:16
2. Money Back – 4:32
3. Break Free – 3:52
4. Guitar Rules – 2:58
5. Blood Comes Easy – 4:51
6. Suck My Guitar – 3:56
7. Gipsy Love – 4:45
8. Whitchhunt – 3:59
9. Backstabber – 4:17
10. Wild Times – 3:17

## Formazione
- Carl Sentance – voce
- Fernando Von Arb – chitarra, tastiere, basso
- Chris Lauper – chitarra
- Manny Maurer – basso, chitarra
- Peter Haas – batteria